# Dile que la quiero
"Dile que la quiero" (em português: "Diz-lhe que a amo") foi a canção que representou a Espanha no Festival Eurovisão da Canção 2001 que se realizou em Copenhaga, Dinamarca, em 12 de maio daquele ano.
A referida canção foi interpretada em castelhano por David Civera. Civera foi o décimo-terceiro a cantar, a seguir a Gary O'Shaughnessy com Without Your Love pela Irlanda e antes de Natasha St-Pier com "Je n'ai que mon âme" pela França. A canção da Espanha terminou em sexto lugar, tendo recebido um total de 76 pontos. No ano seguinte, em 2002, a Espanha fez-se representar por Rosa que interpretou o tema "Europe's Living a Celebration".

## Autores
- Letrista: Alejandro Abad
- Compositor: Alejandro Abad

## Letra
Na canção, Civera diz a a um amigo para dizer á sua antiga amante que ele ainda a ama e qyue está ficando por causa da separação.

## Outras Versões de Civera
- versão estendida (em castelhano) (3:05)
- remix (em castelhano) [4:50]

## Top de vendas
| Top (2001)               | Posição máxima |
| ------------------------ | -------------- |
| Los 40 Principales Spain | 1              |
| Spanish Singles Chart    | 2              |